# Chalcalburnus chalcoides
Alburnus chalcoides là một loài cá vây tia trong họ Cyprinidae.
Nó được tìm thấy ở Iran, Áo, Bosna và Hercegovina, Bulgaria, Croatia, Đức, Hungary, Ý, România, Serbia và Montenegro, Slovenia, Turkmenistan, và Uzbekistan.

## Hình ảnh

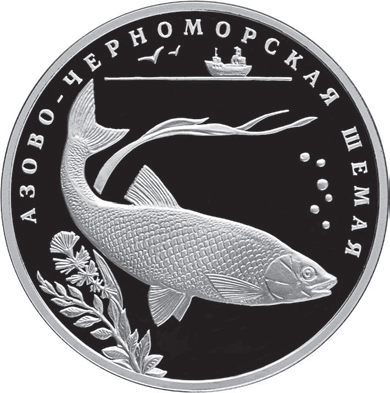
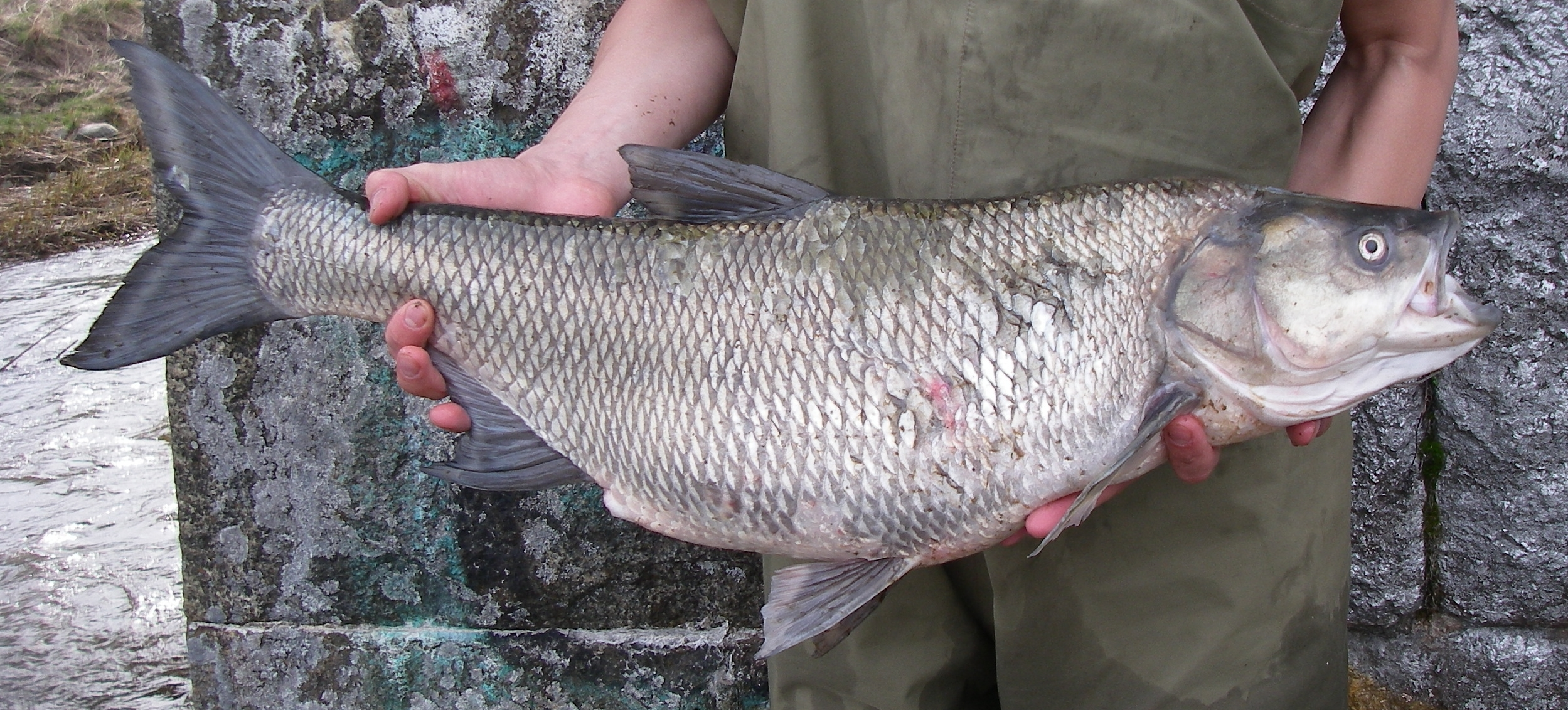